# ژلیستژوو
ژلیستژوو (به لهستانی:  Żelistrzewo) یک روستا در لهستان است که در گمینا پوتسک واقع شده‌است. ژلیستژوو ۲٬۳۰۳ نفر جمعیت دارد.